# Romy Kölzer
Romy Kölzer (* 22. August 1991) ist eine ehemalige deutsche Tennisspielerin.

## Karriere
Kölzer, die mit zehn Jahren das Tennisspielen begann, bevorzugt dabei Sandplätze. Sie gewann bislang einen Einzel- und zwei Doppeltitel auf der ITF Women’s World Tennis Tour.
Sie spielte 2009 in der 2. Tennis-Bundesliga und 2010 in der 1. Tennis-Bundesliga für den THC im VfL Bochum 1848.
2012, 2013, 2015 und 2018 trat sie in der 2. Liga für den RTHC Bayer Leverkusen an. Im August 2021 erklärte sie ihren Rücktritt vom Profitennis.

## Turniersiege

### Einzel
| Nr. | Datum             | Turnier | Kategorie   | Belag | Finalgegnerin     | Ergebnis      |
| --- | ----------------- | ------- | ----------- | ----- | ----------------- | ------------- |
| 1.  | 14. November 2020 | Iraklio | ITF $15.000 | Sand  | Alexandra Cadanțu | 6:3, 1:6, 6:2 |

### Doppel
| Nr. | Datum             | Turnier             | Kategorie   | Belag     | Partnerin       | Finalgegnerinnen                   | Ergebnis |
| --- | ----------------- | ------------------- | ----------- | --------- | --------------- | ---------------------------------- | -------- |
| 1.  | 11. November 2017 | Scharm asch-Schaich | ITF $15.000 | Hartplatz | Julia Wachaczyk | Paulina Czarnik Wang Danni         | 6:3, 7:5 |
| 2.  | 26. Mai 2018      | Oeiras              | ITF $15.000 | Sand      | Anna Klasen     | Alba Carrillo Marín Claudia Cianci | 6:3, 6:3 |